# Zgromadzenie Najświętszego Serca Jezusa (Sacré Coeur)
Zgromadzenie Najświętszego Serca Jezusa (Sacré Coeur), RSCJ (Religiosa Sanctissimi Cordis Jesu łac.) – żeński zakon katolicki założony w Paryżu w 1800 roku przez św. Magdalenę Zofię Barat (Madeleine-Sophie Barat). Około 2400 sióstr z tego zgromadzenia posługuje w 41 krajach świata. 

## Historia

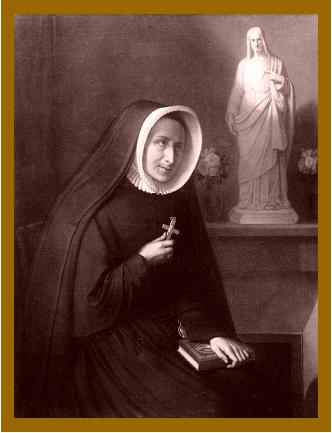
Św. Magdalena Zofia Barat

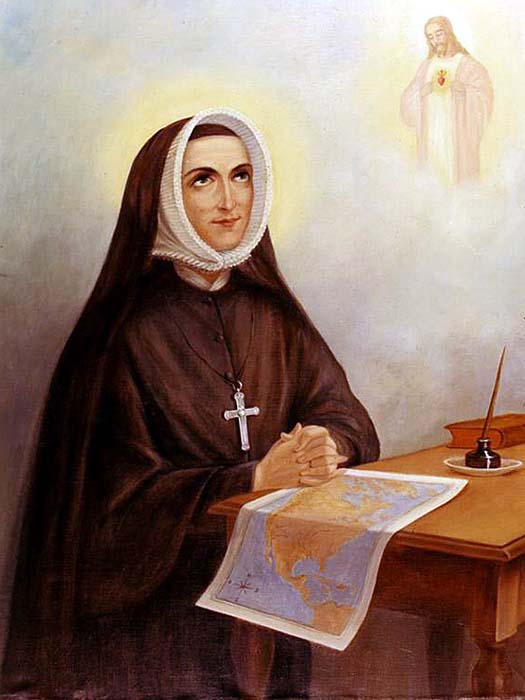
Św. Róża Filipina Duchesne

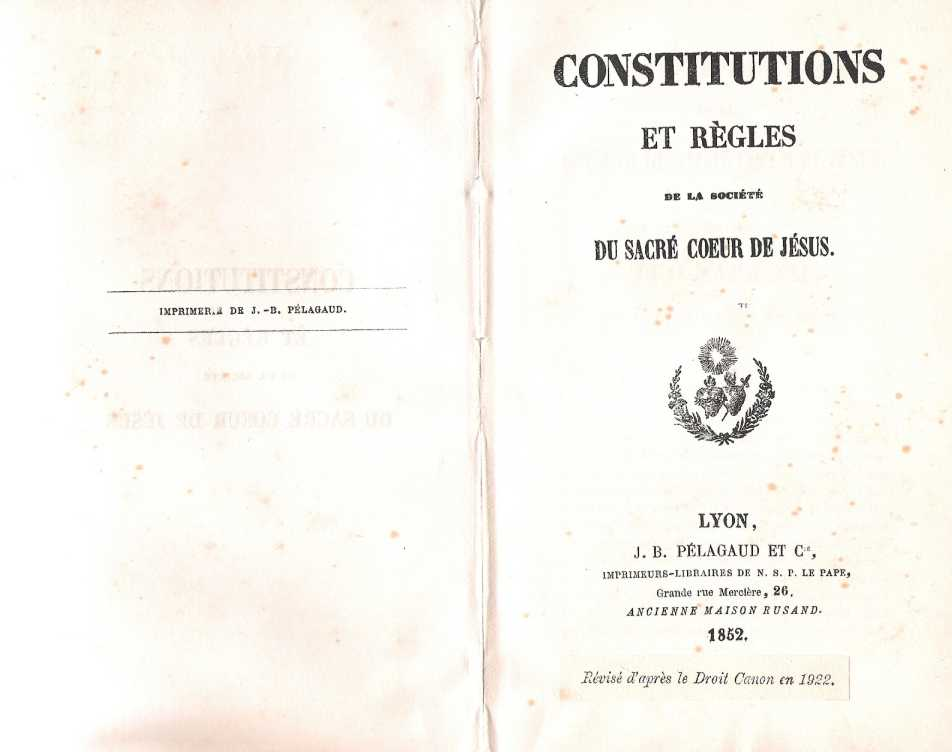
Konstytucja Zgromadzenia

Pod wpływem kultu Najświętszego Serca Pana Jezusa, zatwierdzonego w 1765 r. przez papieża Klemensa XII, św. Magdalena Zofia Barat 
wraz z 3 współsiostrami poświęciły się Najświętszemu Sercu Jezusa i złożyły ślub czystości 21 listopada 1800 r. w Paryżu. W następnym roku w Amiens stworzyły one pierwszy klasztor i pierwszą szkołę Zgromadzenia, a w grudniu 1815 r. wspólnota złożona z 5 domów przyjęła ostateczną wersję Konstytucji Zgromadzenia, która została zatwierdzona 22 grudnia 1826 r. przez papieża Leona XII.
W 1818 r. św. Róża Filipina Duchesne (Rose-Philippine Duchesne), misjonarka Indian, założyła pierwszy dom Zgromadzenia w Stanach Zjednoczonych w stanie Luizjana, a w 1828 r. powstały dwa domy zakonne w Rzymie. Na ziemiach polskich pierwszy dom Zgromadzenia powstał w 1843 r. we Lwowie, a w 1857 r. powstał dom zakonny w Poznaniu (ufundowany przez Dezyderego Chłapowskiego).
Gdy św. Magdalena Zofia Barat zmarła 25 maja 1865 r., założone przez nią Zgromadzenie liczyło już 88 domów z ok. 3500 sióstr zakonnych pracujących w 15 krajach Europy, Afryki, Ameryki Północnej i Południowej. Ich 84 domy posiadały pensjonaty (w których wychowywało się ok. 3700 dziewcząt), a 74 domy prowadziły szkoły dla ubogich (ok. 5700 dzieci). Założycielka Zgromadzenia została beatyfikowana w 1908 r., a kanonizowana w 1925 r., zaś św. Róża Filipina Duchesne została beatyfikowana w 1940 r., a kanonizowana w 1988 r.
W 1982 r. opracowano nowe Konstytucje, dostosowane do postanowień Soboru Watykańskiego II, które Stolica Apostolska zatwierdziła w 1987 r. Obecnie Zgromadzenie ma swój dom generalny w Rzymie i działa w 41 krajach.

## Działalność
Siostry ze Zgromadzenia Najświętszego Serca Jezusa są "szczególnie wezwane do pracy z dziećmi, z młodzieżą oraz z tymi, którzy są na marginesie społeczeństwa". Prowadzą działalność edukacyjną i wychowawczą (szkoły, przedszkola, akademiki dla studentek), psychologiczno-terapeutyczną, duszpasterską w parafiach, misyjną, prowadzą ośrodki rekolekcyjne (np. w Pobiedziskach k. Poznania). Pomagają także osobom chorym, uzależnionym, bezdomnym i w inny sposób zagrożonym wykluczeniem ze społeczeństwa.

### Domy polskiej prowincji zgromadzenia
Domy polskiej prowincji sióstr Sacré Cœur na ziemiach polskich w kolejności chronologicznej:
1. Lwów (1843–1946) – Klasztor Sióstr Sacré Coeur we Lwowie
2. Poznań (1857–1873, przeniesiony do Smíchova w Czechach w 1872–1919, z powrotem w Poznaniu 1919–1921, potem od 1933)
3. Tarnów–Zbylitowska Góra (od 1901) – Klasztor Sióstr Sacré Coeur w Zbylitowskiej Górze
4. Polska Wieś–Pobiedziska k. Poznania (1921-2022) – Klasztor Sióstr Sacré Coeur w Pobiedziskach
5. Warszawa–Grabów (od 1938)
6. Tęgoborze (1971–1992)
7. Sosnowiec–Niwka (1973–2005)
8. Warszawa–Ursynów, Parafia Wniebowstąpienia Pańskiego (1981–1984)
9. Warszawa–Ursynów, Parafia św. Tomasza Apostoła (1987-2023)
10. Marki k. Warszawy (od 1989)
11. Moskwa (1991-2017)
12. Gdynia (od 1992)
13. Warszawa–Pyry (od 1995)
14. Zakopane (od 1995)
15. Warszawa, ul. Rumby (od 2010)